# Sûreté de l'État (Tchécoslovaquie)
Pour les articles homonymes, voir Sûreté de l'État, Sécurité d'État et STB.
La Sûreté de l'État (Státní bezpečnost en tchèque, Štátna bezpečnosť en slovaque), plus connue sous ses initiales de StB, est un service de renseignements tchécoslovaque. Créée en 1945, elle est devenue le service de sécurité du régime communiste tchécoslovaque et a servi principalement de courroie de transmission au KGB soviétique.

## Structure et normes
Les droits et devoirs de la StB étaient définis dans la loi no 149/1947 Sb., et la loi sur la défense nationale 286/1948 Sb. a encore étendu ses pouvoirs. Le service de renseignement emploie un personnel régulier de 15 000 à 17 000 personnes. En 1989, ses fichiers comprennent 30 000 informateurs chargés de dénoncer tout agissement contre le régime,.

## Activités

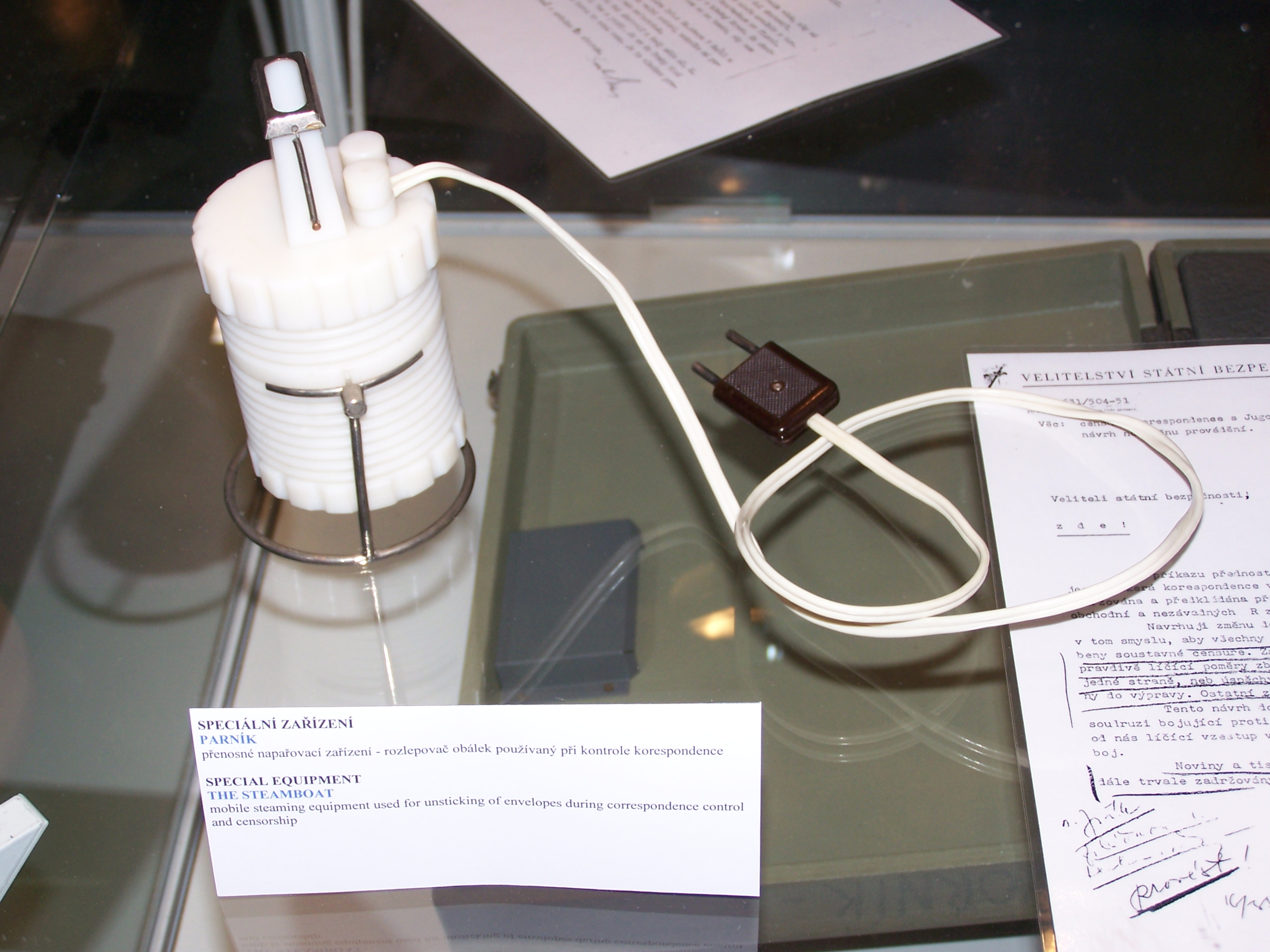
Outil de la StB pour ouvrir les lettres

Ses activités étaient les suivantes :
- recueil et analyse d’informations politiques et économiques concernant la sécurité du pays ;
- contre-espionnage ;
- lutte contre la dissidence anticommuniste.

Dans les années 1950, les agents de la StB conduisaient également des actions illégales à l'étranger. Ils enlevèrent par exemple en 1953 l'émigré Bohumil Laušman en Autriche et le ramenèrent en Tchécoslovaquie ; ils organisèrent en 1957 un attentat à Strasbourg, qui coûta la vie à l'épouse du préfet français André-Marie Trémeaud.
Les documents déclassifiés des archives tchèques ont dévoilé que Mehdi Ben Barka, homme politique marocain, un des principaux opposants socialistes au roi Hassan II et le chef de file du mouvement tiers-mondiste et panafricaniste, avait été un collaborateur de premier plan de la StB de 1961 jusqu'à son enlèvement,,,.

## Fin de la StB
La StB a été supprimée par ordre du ministre de l'Intérieur Richard Sacher le 15 février 1990, et certaines de ses tâches ont été reprises par le nouvel Office pour la protection de la Constitution et de la démocratie (Federální bezpečnostní informační služba).